# Robert Raikes

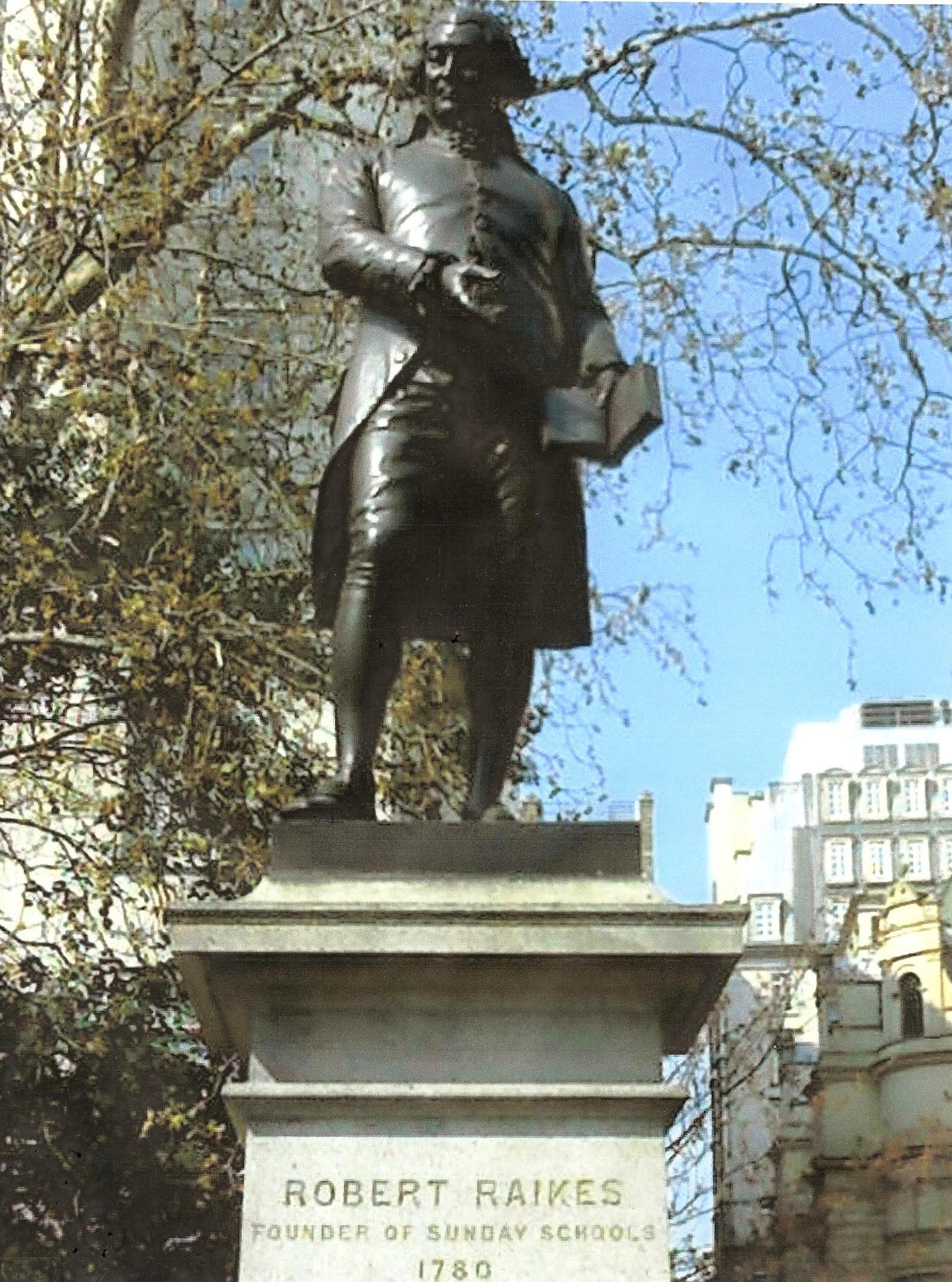
Robert Raikes

Robert Raikes (1735-1811) là nhà từ thiện người Anh và là tín hữu Anh giáo, người khởi xướng Phong trào Trường Chúa Nhật. Sinh tại Gloucester, ông thừa hưởng từ cha một cơ ngơi trong ngành xuất bản, năm 1757, trở nên sở hữu chủ Nhật báo Gloucester.
Phong trào Trường Chúa Nhật khởi đầu với một trường học cho trẻ em trai trong các khu nhà ổ chuột (slum). Trước đó Raikes đã có cơ hội tiếp xúc với những người bị cầm giữ trong khu vực Poor Law (một phần của nhà tù vào thời ấy) và nhận ra rằng ngăn ngừa các loại tội phạm tốt hơn là đợi đến khi xảy ra rồi mới xử lý.
Ông cũng nhận thấy trường học là biện pháp hữu hiệu nhất. Thời gian tốt nhất để đem bọn trẻ vào lớp học là vào ngày Chúa nhật, vì chúng phải làm việc sáu ngày mỗi tuần trong các hãng xưởng. Giáo viên khả dụng là các tín hữu (lay people). Sách giáo khoa là Kinh Thánh. Trong thời gian đầu, giáo trình được bắt đầu với việc học đọc rồi mới học giáo lý.
Raikes sử dụng tờ báo ông làm chủ để quảng bá trường chúa nhật, trong những năm đầu ông bỏ tiền túi để trang trải các chi phí. Phong trào khởi đầu từ tháng 7 năm 1780 tại nhà Bà Meredith. Lúc đầu chỉ có trẻ em trai đến học nhưng về sau có thêm học sinh nữ. Trong vòng hai năm, trong và quanh Gloucester mở thêm vài trường học. Ngày 3 tháng 11 năm 1783, Raikes cho phổ biến trên nhật báo Gloucester bảng tường trình về Trường Chúa Nhật, rồi những thông tin về trường chúa nhật được đăng tải trên tạp chí Gentleman’s Magazin, đến năm 1784 trên báo Arminian Magazine.
Năm 1831, các lớp học Trường Chúa Nhật ở Anh quốc mỗi tuần dạy Kinh Thánh cho khoảng 1.250.000 trẻ em, xấp xỉ 25% dân số nước Anh. Trường Chúa Nhật được xem là tiền thân của các trường công lập, đôi khi được xem là tiền thân của hệ thống trường học Anh.